# アラン・ホリングハースト
アラン・ホリングハースト（Alan Hollinghurst, 1954年5月26日   – ）は、イギリス人小説家である。グロスタシャー生まれ。
2004年、ブッカー賞を受賞した。受賞作品The Line of Beauty（ライン・オブ・ビューティ 愛と欲望の境界線）は、2006年にイギリスBBC制作によりテレビドラマ化された。

## 受賞歴
- サマセット・モーム賞　1989年（The Swimming Pool Libraryに対して）
- ジェイムズ・テイト・ブラック記念賞 フィクション部門 1994年 （The Folding Starに対して）
- ブッカー賞　2004年（The Line of Beautyに対して）

## 著書
- en:The Swimming Pool Library（『スイミングプール・ライブラリー』）, 1988
- en:The Folding Star, 1994
- en:The Spell, 1998
- en:The Line of Beauty, 2004
- "en:The Stranger's Child", 2011

## 日本語訳された作品
- 『スイミングプール・ライブラリー』Hayakawa novels、北丸雄二訳、早川書房、1994年